# William Barlow (geolog)
William Barlow, född 8 augusti 1845 i London, död 28 februari 1934 i Middlesex, var en engelsk geolog, affärsman och fysiker.
Barlow utbildades av privatlärare och visade tidigt intresse för fysik och matematik. Han arbetade till en början med sin fars fastighets- och byggnadsfirma och byggde upp en viss förmögenhet genom lyckade affärer. Efter sin fars död verkar han ha koncentrerat sig på amatörstudier av kristaller. 1888 kom han i kontakt med H.E. Armstrong och Henry Miers och från dem lärde han sig mer om kristallografi. Han vistades också i Tyskland och blev bekant med Paul Heinrich on Groth. Barlows bidrag till kristallografin är en vidare utveckling av de geometriska systemen för beskrivning av kristallstrukturerna. Dessutom visade han i figurer år 1897 hur atomer tätpackas. 
Hans enkla utbildning verkar ha gett honom ett visst kreativt försprång, men också hindrat en grundlig formell matematisk behandling av kristallstrukturen. Han skall även ha varit praktiskt händig som bland annat möbelsnickare och detta drog han nytta av när han byggde modeller av kristallstrukturer.
Han var ordförande i English Mineralogical Society från 1915 till 1918.